# Gekroonde ganzenbloem
De gekroonde ganzenbloem (Glebionis coronaria, synoniemen: Leucanthemum coronarium, Chrysanthemum coronarium) is een eenjarige plant uit de composietenfamilie (Asteraceae of Compositae). Er zijn twee variëteiten: Glebionis coronaria var. coronaria en Glebionis coronaria var. discolor. De plant komt van nature voor in het Middellandse Zeegebied en verder naar het oosten toe tot in Iran en naar het westen toe tot op de Canarische Eilanden. In Nederland is de plant een adventief en komt vrij zeldzaam voor. De gekroonde ganzenbloem wordt wel uitgezaaid in bermen en in sommige heemtuinen. De plant wordt toegepast als sierplant en groente. De gekroonde ganzenbloem groeit goed in milde en gematigde klimaten, maar vormt bij te warm zomerweer voortijdig bloemknoppen. Het aantal chromosomen is 2n = 18.
De plant wordt 30 tot 80 cm hoog. De bladeren zijn aromatisch en dubbelgeveerd. Ze kunnen 3 tot 6 cm lang en 1,5 tot meer dan 3 cm breed worden. De onderste bladeren zijn zittend en de bovenste met oortjes omvattende stengel. De randen van de topblaadjes zijn getand.
De gekroonde ganzenbloem bloeit van maart tot september en heeft gele bloemhartjes met spiraalvormige, 1,5 tot 2,5 cm lange lintbloemen. De bloemhoofdjes zijn 3 tot 6 cm groot. De buitenste, eivormige omwindselblaadjes zijn stomp en hebben een bruine vliezige rand. In het hoofdje zitten geen stroschubben.
De vrucht is een geribd nootje zonder pappus. De vruchten van de lintbloemen zijn 2,5 tot 3 mm lang, driekantig en  hebben drie vleugels (die van de gele ganzenbloem hebben twee vleugels), die van de buisbloemen is vierkantig, ongevleugeld en zijdelings aangedrukt.

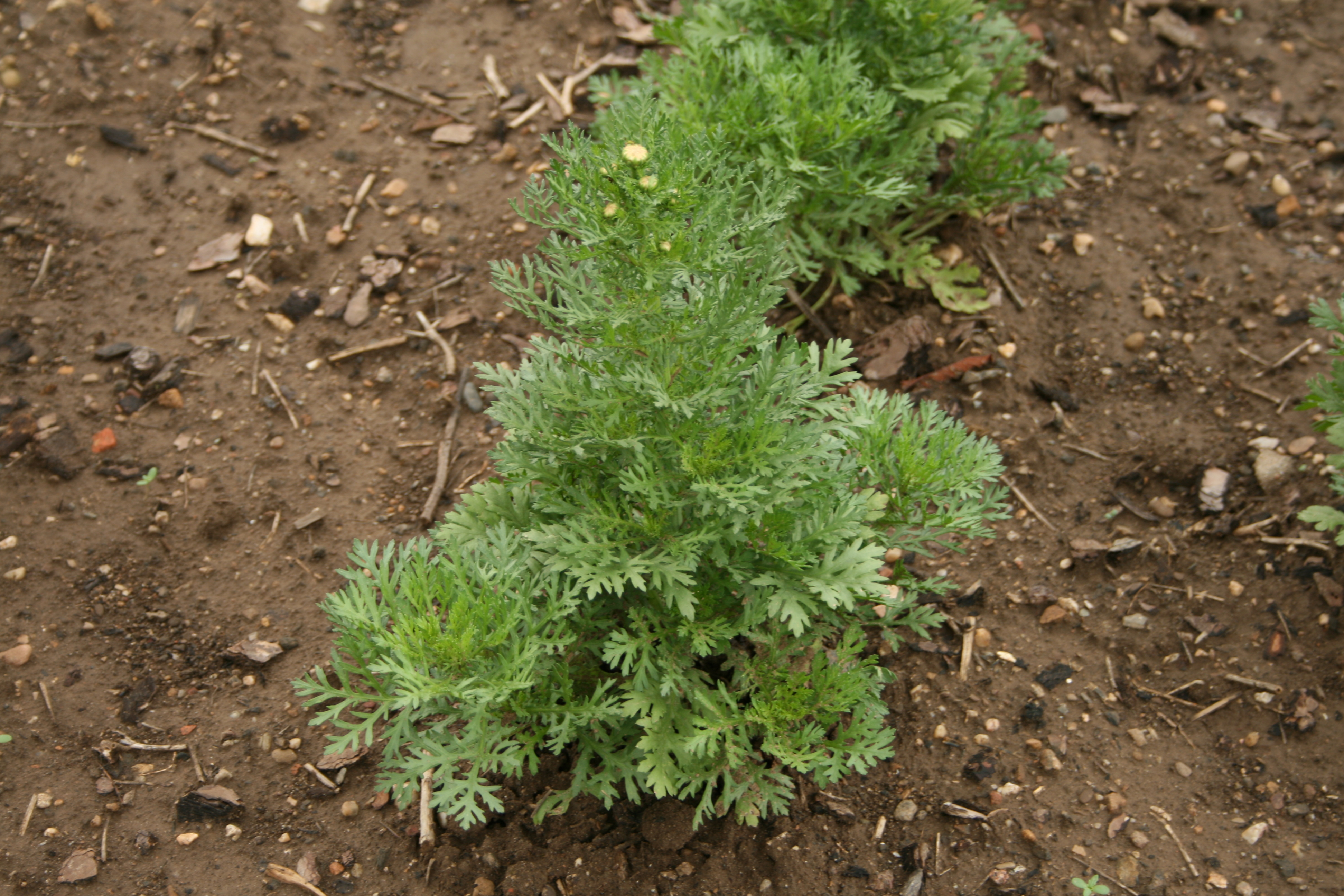
Plant
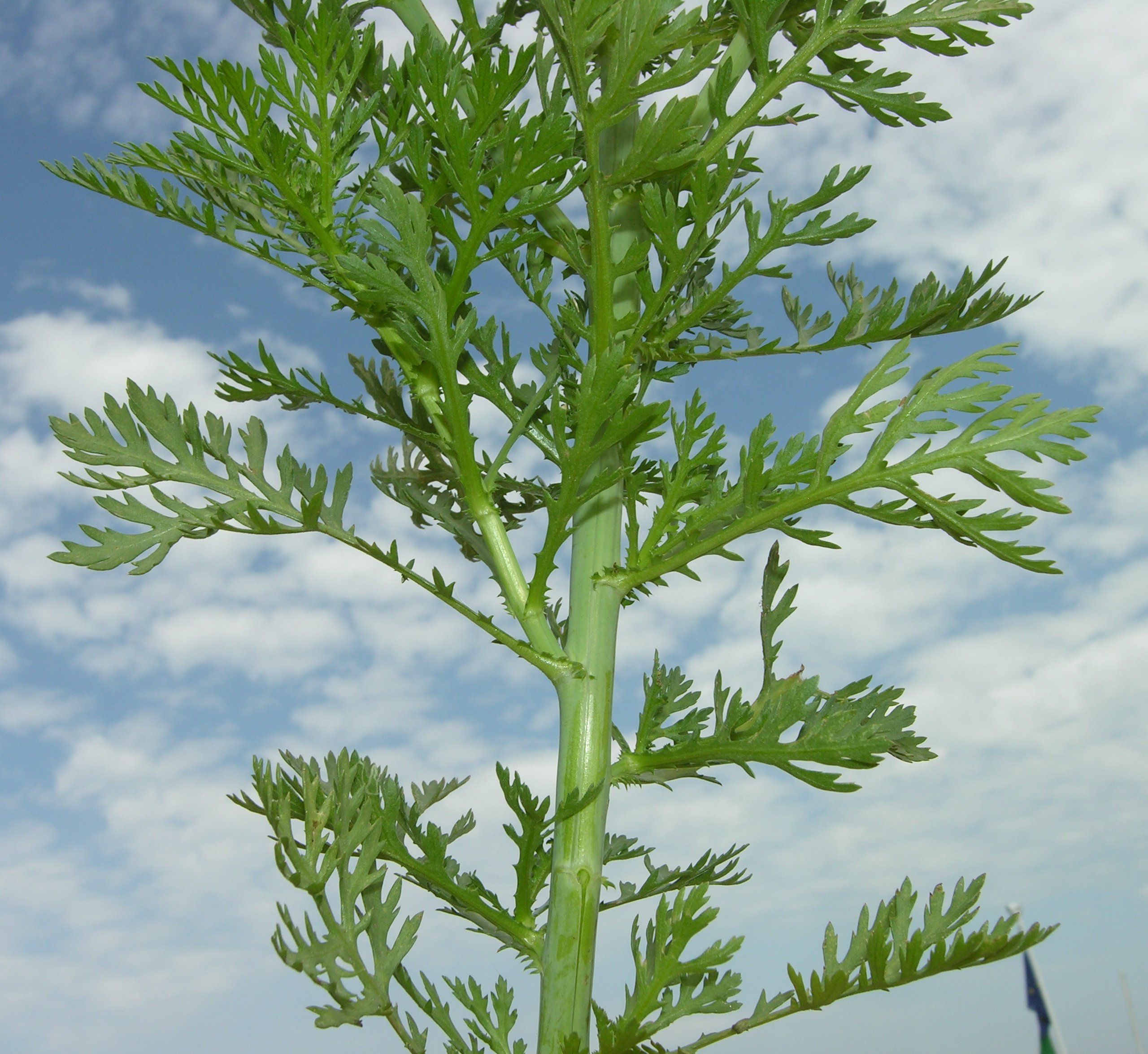
Stengel
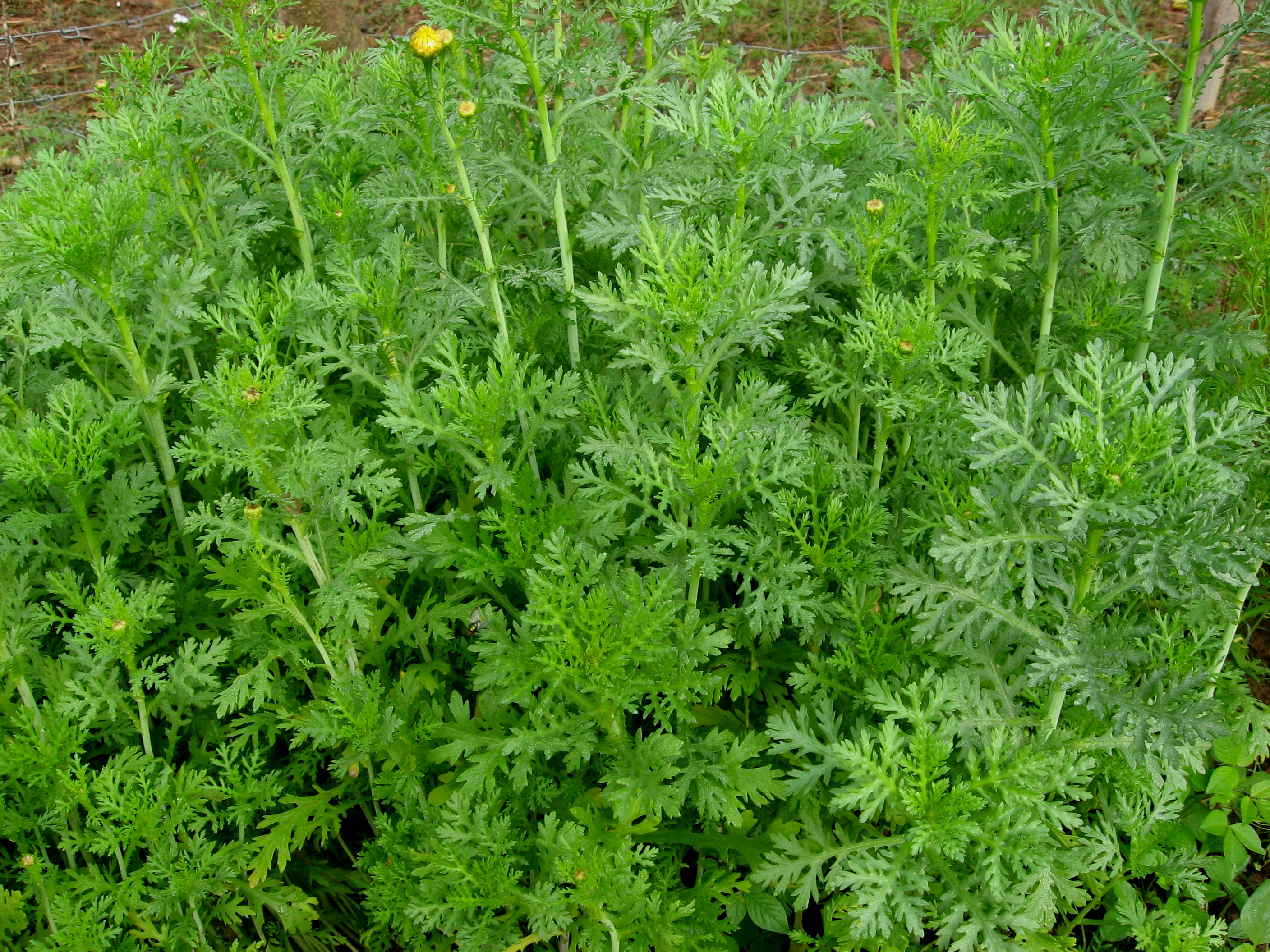
Bladeren
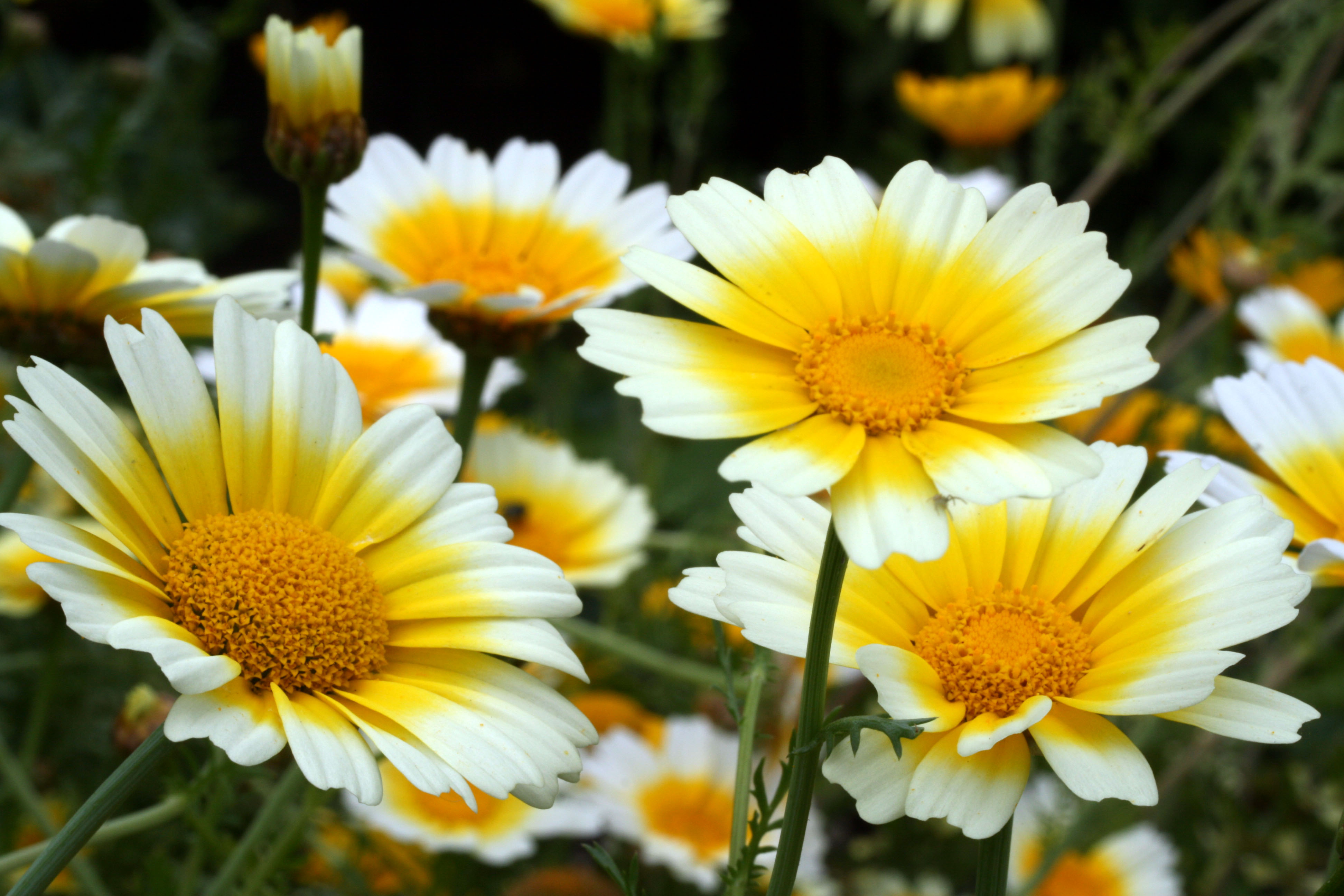
Chrysanthemum coronarium var. discolor
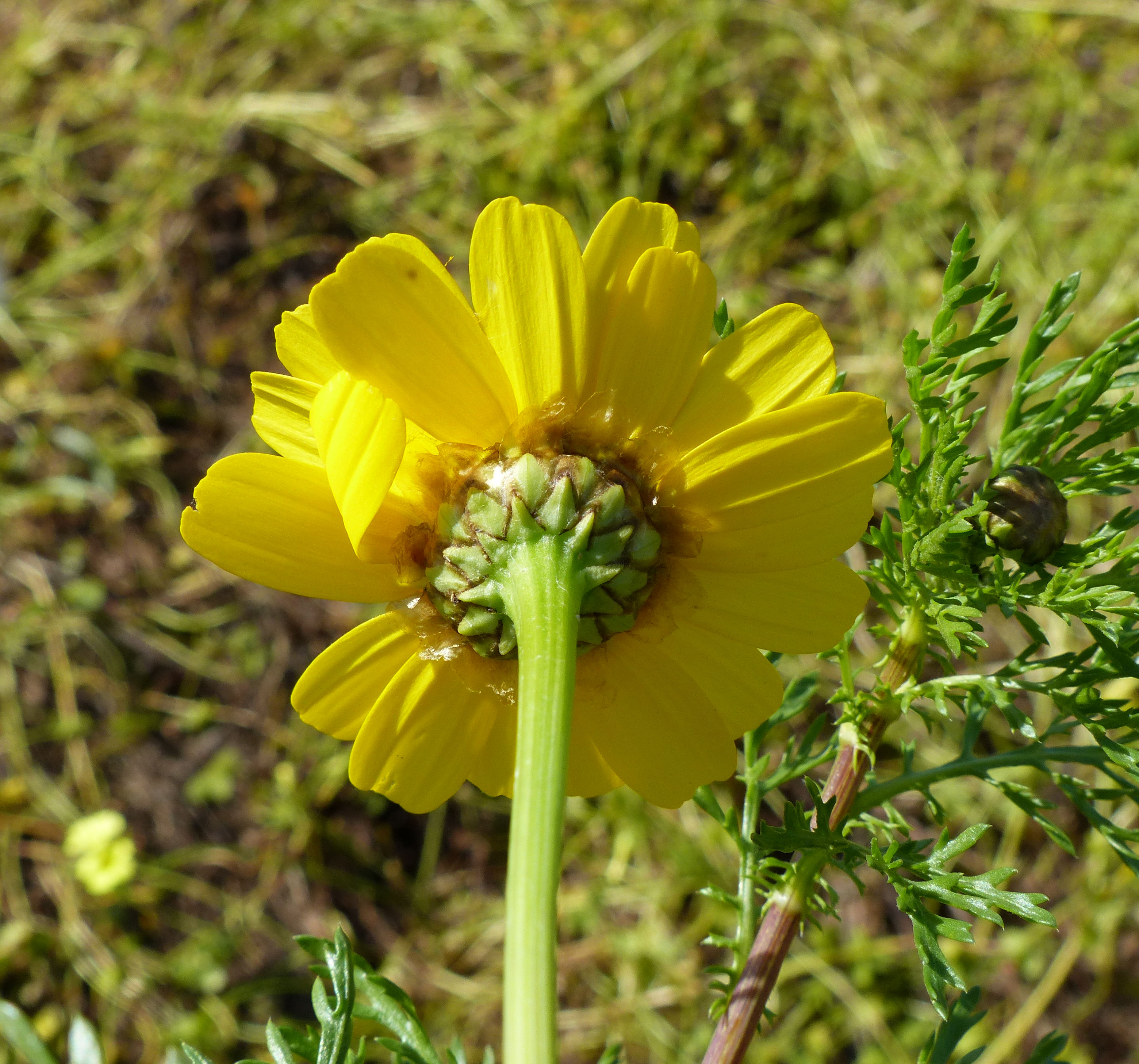
Omwindsel
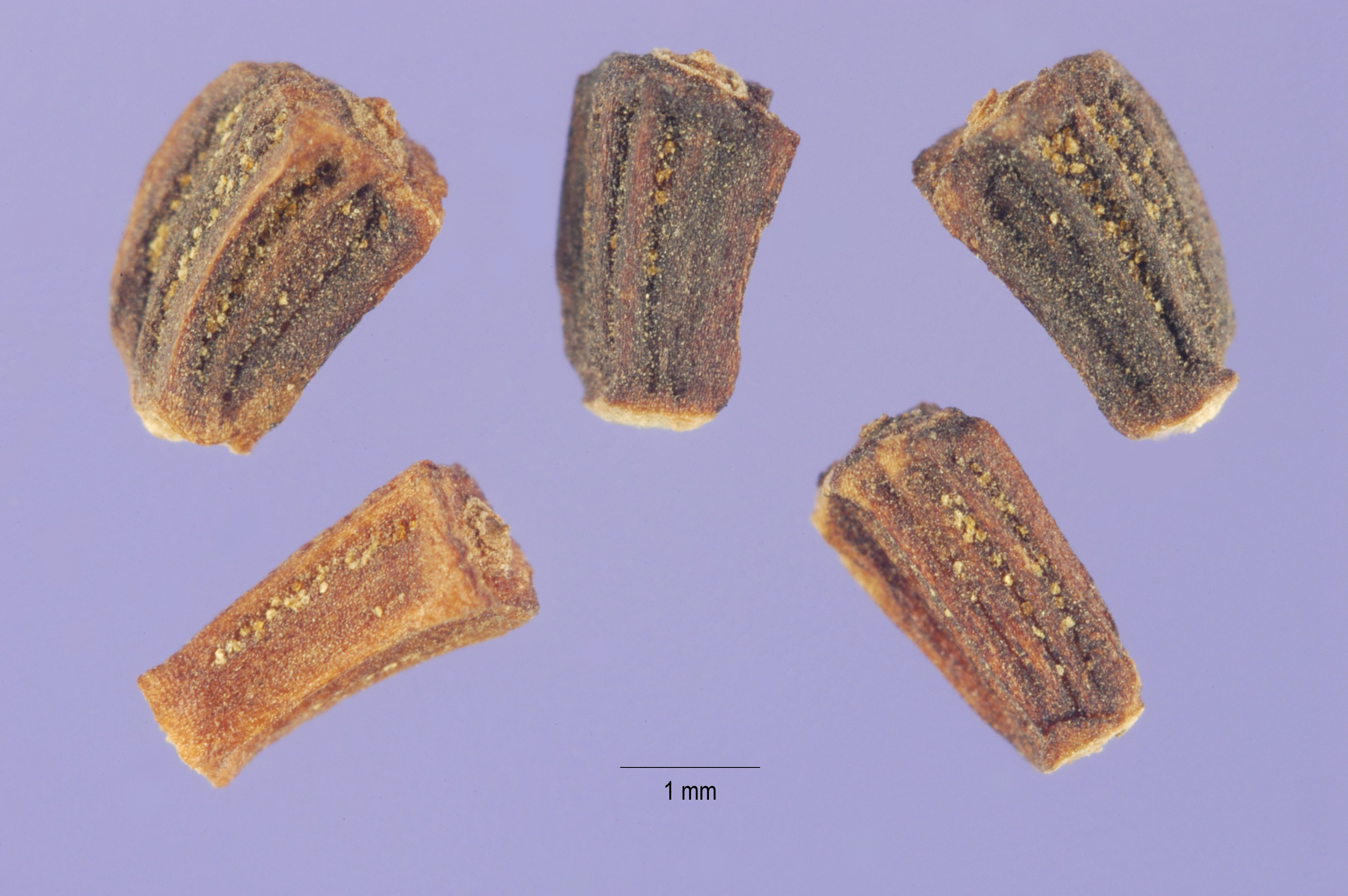
Vruchten

De plant speelt een belangrijke rol in de Oost-Aziatische keukens. In het Chinees heet de plant tong hao (茼蒿), in het Japans shungiku (春菊) en in het Koreaans ssukgat. De groente is populair in de Kantonese keuken (met name in de keuken van  Hongkong) en in de Japanse keuken, waar er Nabemono (Japanse hot pot) van wordt gemaakt. De bladeren van de bladgroente vormen het belangrijkste ingrediënt van de Taiwanese oesteromeletten. Jonge bladeren en stengels worden gebruikt voor het op smaak brengen van soepen en roerbakschotels. In India wordt de plant ingezet als middel tegen de geslachtsziekte gonorroe.